# Julio María Sanguinetti
Julio María Sanguinetti Coirolo, född 6 januari 1936 i Montevideo, Uruguay, är en uruguayansk politiker, advokat och journalist. Han var Uruguays president 1985–1990 och 1995–2000.

## Utmärkelser
- Kedja av Isabella den katolskas orden,  28 september 1985[2]
- Storkorsriddare med kedja av Republiken Italiens förtjänstorden,  1995[3]
- Galiciens guldmedalj,  1997
- Lagun Onari,  1997[4]
- Hedersdoktor vid Kinas akademi för samhällsvetenskaper,  1997[5]
- Hedersdoktor vid Santiago de Compostela Universitetet,  1999[6]
- Premio Internacional Simón Bolívar,  2000
- Pluma de Honor,  2008[7]
- Uruguays militärförtjänstmedalj,  18 maj 2011[8][9]
- Malteserorden
- Bolivars bysts orden
- Hedersdoktor vid Universidad de Alicante
- Francisco Morazán-orden
- Storkors av Södra korsets orden
- Hedersdoktor vid Hebreiska universitetet i Jerusalem
- Storkorset av Peruanska Solorden
- Boyacaorden
- Manuel Amador Guerrero-orden
- Nationella förtjänstorden
- Juan Pablo Duarte-orden
- Ecuadors nationella förtjänstorden
- Chilenska förtjänstorden
- San Martín Befriarens orden
- Storkors av Hederslegionen
- Malaysias kronorden
- Quetzalorden
- José Matías Delgado-orden
- Storkorset med kedja av Vytautasorden

[Redigera Wikidata]